# Rödmyrmyrens naturreservat
Rödmyrmyrens naturreservat är ett naturreservat i Östersunds kommun som är beläget ca 6 km öster om Orrviken, ca 9 km sydväst om Östersunds centrum. Naturreservatets syfte är att bevara bland annat habitatarterna guckusko (Cypripedium calceolus) och violett guldvinge (Lycaena helle) och de 21 rödlistade arter som hittills är funna i området. Naturreservatet innehåller två stora våtmarker med namnen extremrikkärret Rödmyrmyren samt Rotmyren. Dessa är rikkärr med hög artrikedom på grund av all kalk i marken. Under vindstilla dagar i juni kan man se den starkt utrotningshotade fjärilen violett guldvinge. Under åren 2008-2009 påträffades den på fyra olika ställen inom reservatet. 1999 påträffades en hittills obeskriven fingersvamp av släktet Ramaria i södra delen av området.
Området har på olika sätt nyttjats av människan genom bland annat skogsbete. Våtmarkerna har använts till myrslåtter för vinterfoder är djuren. Skogen har avverkats och efter avverkningen har vissa delar skyddsdikats eller
markavvattnats, vilket lokalt medfört kraftiga hydrologiska störningar.

## Geologi
Berggrunden består av Kougstaskiffer och Andersöskiffer. Jorden består av lerig morän, lokalt med inslag av skiffermorän och torvmark. Inom reservatet rinner Gilleråsbäcken och marken är på flera ställen tydligt källpåverkad, och dessutom kraftigt kalkpåverkad.

## Växtlighet

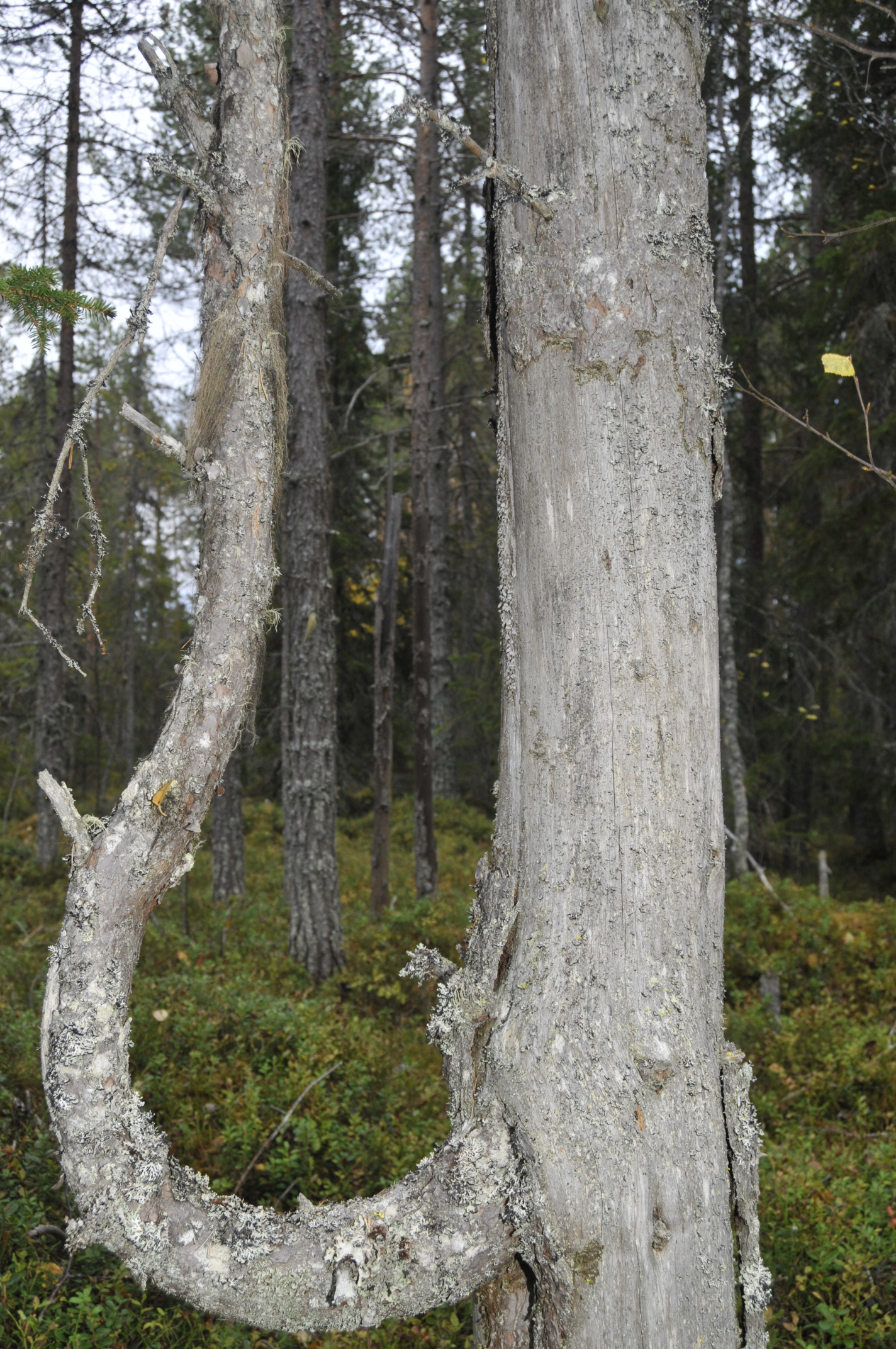
Rödmyrmyrens naturreservat.

Floran är genomgående tydligt kalkpräglad. Rikkärrsobjektet Rödmyrmyren utgörs av ett topogent kalkkärr vars centrala del domineras av växtlighet av starrtyp. Ut mot kanterna blir det dock allt större inslag av örter.

Vanliga växter inom reservatet är:
- Blåtåtel Molinia caerulea
- Trådstarr (Carex lasiocarpa)
- Axag (Schoenus ferrugineus)
- Fjällruta (Thalictrum alpinum)
- Jämtstarr (Carex lepidocarpa ssp. jemtlandica)

Naturreservatet innehåller också olika orkidéer som till exempel.
- Guckusko (Cypripedium calceolus)

Guckuskon är genom sin stora och säregna blomma en av de märkligaste i Sveriges flora. Den tillåter till exempel att små bin kan krypa ut ur blomman men större insekter fastnar och dör inuti den.
- Skogsnycklar (Dactylorhiza maculata)

Skogsnycklar är en underart till Jungfu Marie nycklar.
- Sumpnycklar (Dactylorhiza traunsteineri)

Är en växt med mörkt purpurröda blommor och på ovansidan fläckiga blad. Växer mest i rikkärr och finns främst i Europas bergstrakter. I Sverige är den ganska sällsynt men spridd över hela landet.
- Brudsporre (Gymnadenia conopsea)

Brudsporre är en orkidé vars blomdoft påminner om klöver eller nejlikor. Blommans läpp är tredelad och sporren är lång. På ömse sidor om sporrens mynning finns de stora, svagt rosenfärgade märkesytorna, och ovanför dem en stor ståndare med ett litet äggformigt ståndarrudiment på vardera sidan.
Kronbladen är rödvioletta. I den täta blomställningen finns mellan 20 och 80 blommor. Bladen är lansettlika och smala.
- Tvåblad (Listera ovata)

Tvåblad är högväxt orkidé som kan bli en halv meter hög. Stjälken har två stycken oskaftade ovala blad som kan bli upp till en dm höga och fem cm breda. Blommorna sitter i långa, glesa, axlika klasar och är gulgröna till färgen.
- Flugblomster (Ophrys insectifera)

Blomman har en form som liknar en fluga och även en doft som liknar den hos en insektshona, så mycket att riktiga flugor försöker para sig med den. På det sättet blir blomman pollinerad.

## Djurliv
Inom reservatet så finns fjärilen violett guldvinge (Lycaena helle). Den är på stark tillbakagång på grund av att kärr och slåttermarker växer igen och fuktiga skogsmarker dikas ut. Arten är helt beroende av ormrot (Bistorta vivipara), där äggen läggs på undersidan av de smala bladen som sedan livnär larven i flera veckor innan den förpuppas.